# آهن-۵۶

آهن-56

آهن-۵۶  فراوان‌ترین ایزوتوپ عنصر آهن است.